# Нисин Фудс
„Нисин Фудс Холдингс“ (на японски: 日清食品ホールディングス株式会社, Nisshin Shokuhin Hōrudingusu kabushiki gaisha; на английски: Nissin Foods Holdings Co., Ltd.) е японска хранителна компания, основана от Момофуку Андо (създателят на полуготовите спагети) през 1948 г. в Изумиоцу, Осака. Тя е регистрирана на Токийската и Хонконгската фондови борси.

## Марки
- Nissin Top Ramen
- Nissin Chikin Ramen
- Nissin Cup Noodles
- Doll Brand
- Chow Mein
- Chow Noodle
- Bowl Noodles
- Spicy Route
- NuPasta
- Kitsune Udon
- Demae Ramen